# Aleuritopteris albofusca
Aleuritopteris albofusca är en kantbräkenväxtart som först beskrevs av Bak., och fick sitt nu gällande namn av Pichi-serm. Aleuritopteris albofusca ingår i släktet Aleuritopteris och familjen Pteridaceae. Inga underarter finns listade.